# Diary of a Hitman
Diary of a Hitman (bra: Dominada pelo Medo) é um filme americano dramático de 1991, estrelado por Forest Whitaker, Sharon Stone e James Belushi, e dirigido por Roy London. Embora não tenha sido bem recebido na época de seu lançamento, o filme adquiriu status de cult ao longo do tempo.

## Sinopse
O atirador Dekker recebe um último trabalho, deve matar a esposa de seu cliente. Ele acaba por hesitar, sem saber que quanto mais ele demorar para realizar o trabalho, mais dificultoso ele se tornará.

## Elenco
- Forest Whitaker.... Dekker
- Sherilyn Fenn.... Jain
- John Bedford Lloyd.... Dr. Jameson
- Seymour Cassel.... Koenig
- Sharon Stone.... Kiki
- Wayne Crawford.... Wallace
- Lewis Smith.... Zidzyck
- Lois Chiles.... Sheila
- James Belushi.... Shandy